# Albrecht Ritschl
Albrecht Ritschl  (25 de marzo de 1822-20 de marzo de 1889) fue un teólogo alemán protestante.
A partir de 1852, impartió clases sobre "Teología Sistemática" . Según este sistema, la fe se entendía como irreducible a otras experiencias y estaba más allá del alcance de la razón. Dijo que la fe no procedía de hechos sino de juicios de valor. Argumentó que la divinidad de Jesús se debía entender como "valor revelador" de Cristo para la comunidad que lo consideraba Dios. Sostiene que el mensaje de Cristo está comprometido con una comunidad.

## Biografía
Ritschl nació en Berlín. Su padre, Georg Karl Benjamin Ritschl (1783 - 1858), fue uno de los pastores en la iglesia de Santa María de Berlín en 1810. De 1827 a 1854 fue general superintendente y obispo evangélico de Pomerania. Albrecht Ritschl estudió en Bonn, Halle, Heidelberg y Tübingen. En Halle recibió influencias de tendencias Hegelianas a través de la enseñanza de Julius Schaller y Johann Erdmann. En 1845 pasó a ser seguidor de la escuela Tübingen y, en su obra, Das Evangelium Marcions und das kanonische Evangelium des Lukas (El Evangelio de Marción y el Evangelio canónico de Lucas) publicada en 1846 argumenta que el Evangelio de Lucas se basaba en el Evangelio Apócrifo de Marción. En esta obra aparece como discípulo del académico del Nuevo Testamento Hegeliano Ferdinand Baur. Sin embargo, estas ideas no perduraron hasta la segunda edición (1857) de su obra más importante sobre el origen de la Antigua Iglesia Católica (Die Entstehung der alt-kathol Kirche). Muestra considerables divergencias con respecto a la primera edición (1850), y revela una completa emancipación del método de Bauress.
Ritschl fue profesor de teología en Bonn (profesor extraordinarius, 1852 y ordinarius, 1859) y Göttingen (1864; Consistorial Rath también en 1874). Sus ponencias sobre religión en la universidad de Göttingen revelaban el impacto en sus pensamientos al estudiar las figuras de Immanuel Kant and Friedrich Schleiermacher. Por último, en 1864 recibió influencias de Hermann Lotze. Escribió extensas obras sobre la doctrina cristiana de la justificación y redención (Die Christliche Lehre von der Rechtfertigung und Versöhnung). La obra fue publicada entre 1870 y 1874 y entre 1882 y 1886 publicó Historia de la Devoción (Die Geschichte des Pietismus). Su sistema de teología figura en la primera obra. Murió en Göttingen en 1889. Su hijo, Otto Ritschl, también fue teólogo.

## Teología

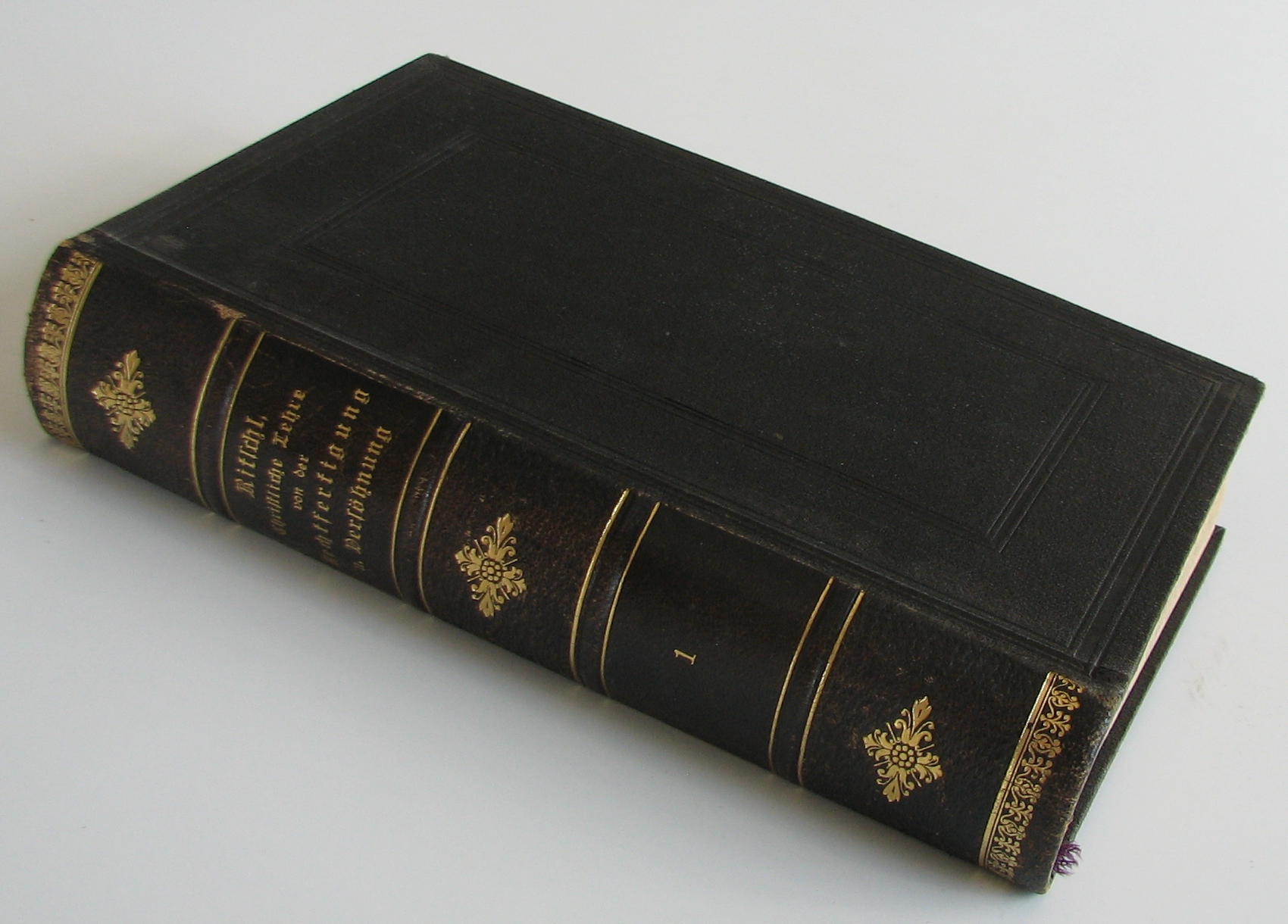
El primer volumen de la obra Christliche Lehre von der Rechtfertigung und Versöhnung de Ritschl.

Ritschl sostuvo que continuó el trabajo de Lutero y Schleiermacher, especialmente durante la tarea de librar a la fe de la filosofía escolástica. Su sistema demuestra la influencia de las críticas destructivas contra las afirmaciones de una razón pura, el reconocimiento del valor de los conocimientos moralmente condicionados y la doctrina del reino de los fines; del trato histórico del cristianismo de Schleiermacher, el uso regulador de la idea de fraternidad religiosa, el énfasis en la importancia del sentimiento religioso y la teoría del conocimiento y el trato de la personalidad de Lotze. El autor trató de demostrar que la epistemología de Kant era compatible con el luteranismo. La labor de Ritschl tuvo un gran impacto sobre el pensamiento alemán y dio una nueva confianza a la teología alemana. Al mismo tiempo también provocó una tormenta de hostiles críticas. A pesar de esta resistencia, la "escuela" Ritschliana creció con notable rapidez y muchos de sus seguidores dominaban las facultades teológicas alemanas a finales del siglo XIX y principios del siglo XX. Tal vez esto se deba principalmente al atrevido positivismo religioso que asume que la experiencia espiritual es real y que la fe no solo tiene una reivindicación legítima, sino incluso primordial, de proporcionar la interpretación más alta del mundo. La vida de confianza en Dios es un hecho, no para ser explicado sino para explicar todo lo demás. El punto de vista de Ritschl no es desde la perspectiva individual. El motivo objetivo en que basa su sistema es la experiencia religiosa de la comunidad cristiana. El "objeto inmediato del conocimiento teológico es la fe de la comunidad" y a partir de este teología religiosa positiva construye una "visión total del mundo y de la vida humana." Así pues, la esencia del trabajo de Ritschl es la teología sistemática. Tampoco se prepara desesperadamente para llegar a su categoría de autoridad, ya que se le concede en el conocimiento de Jesús dado a conocer a la comunidad. Que Dios es amor y que el propósito de su amor es la organización moral de la humanidad en el "Reino de Dios". Esta idea, con su inmensa gama de aplicaciones, se aplica en el datum inicial de Ritschl.
Desde este punto de vista observador, critica el uso del aristotelismo y la filosofía especulativa en la teología escolástica y protestante. Sostiene que esa filosofía es demasiado superficial para la teología. El hegelianismo trata de integrar toda la vida en las categorías de la lógica: el aristotelismo trata los "aspectos generales" e ignora la distinción radical entre la naturaleza y el espíritu. Ni el hegelianismo ni el aristotelismo son lo suficientemente "vitales" como para hacer frente a las dimensiones de la vida religiosa. Ninguna de ellas concibe a Dios "como correlativo con la confianza humana" (véase Theologie und Metaphysik, Teología y Metafísica). Pero la revulsión le lleva hasta tal punto que se queda solo con una experiencia meramente "práctica". La fe conoce a Dios en su relación activa con el Reino, pero no tiene "existencia propia".
Su limitación de los conocimientos teológicos a los límites de la necesidad humana podría, si es lógicamente presionada, estar peligrosamente cerca del fenomenalismo y su epistemología ("que sólo conoce cosas en sus actividades") no cubre esta debilidad. Al tratar de lograr una realidad definitiva en el círculo de "la sensación consciente activa", excluye todo lo "metafísico". De hecho, gran parte de la fe cristiana habitual, como la Eternidad del Hijo, se encuentra más allá del alcance de su método. Su teoría de los "juicios de valor" (Weretheile) ilustra esta forma de agnosticismo. Los juicios de valor determinan los objetos según su relevancia para nuestro bienestar moral y espiritual. Entrañan un profundo sentimiento de necesidad humana radical. Este tipo de conocimiento es muy distinto del generado por los juicios "teóricos" e "indiferentes". Los primeros se desplazan en un mundo de "valores" y juzgan aspectos, pues están relacionados con nuestra "autoconciencia fundamental". Estos últimos se desplazan por un mundo de causas y efectos. (N.B. Ritschl parece limitar la metafísica a la categoría de causalidad.)
La teoría tal como está formulada tiene tan graves ambigüedades que su teología se basa totalmente en un realismo religioso intransigente. Por ello, se la ha acusado de subjetivismo individualista. Si Ritschl hubiera mostrado claramente que los juicios de valor envuelven y transformaban otros tipos de conocimientos, así como el "hombre espiritual" incluye y transfigura, pero no destruye al "hombre natural", entonces, dentro del marco de este conocimiento espiritualmente condicionado, se consideraría que todos los demás conocimientos tienen una función y un hogar. La teoría de los juicios de valor también forma parte de su tendencia ultra práctica: tanto la "metafísica" como el "misticismo" se condenan despiadadamente. La relación entre conocimiento y fe parece ser despojada de su rumbo y suspendida en mitad del océano. Puede que si hubiera vivido para ver el progreso de la psicología y la voluntad podría haber acogido la esperanza de una filosofía más espiritual.

## Ejemplos ilustrativos
Algunos casos ilustran la teología sistemática positiva de Ritschl. La concepción de Dios como Padre se da a la comunidad en forma de Revelación. Debe ser considerado en su relación activa con el "Reino", pues la personalidad espiritual se desvela en la intención espiritual. Su "Amor" es su voluntad orientada hacia la realización de su propósito en el Reino. Su "Rectitud" es su lealtad a este propósito. Puesto que Dios es la causa primera o "Legislador Moral" la teología no es de interés; ni tampoco lo muestra en los problemas especulativos indicados por la doctrina tradicional de la Trinidad. La teología natural no tiene valor excepto cuando se apoya en la fe. Una vez más, Cristo tiene un valor singular de Fundador y Redentor para la vida religiosa de la comunidad. Es la Revelación perfecta de Dios y el ejemplo de verdadera religión. Su labor en la creación del Reino es una vocación personal, cuyo espíritu comunica a los creyentes, "como rey glorificado", manteniendo la vida de Su Reino. Su resurrección es una parte necesaria de la creencia cristiana (G Ecke, págs. 198–99). La "Divinidad" es un factor determinante aplicado por la fe a Jesús en su actividad fundadora y redentora. Tomamos nota aquí de que, si bien Ritschl confiere a Jesús una posición única e inaccesible en su relación activa con el Reino, se niega a alzarse sobre esta enseñanza relativa. El problema de "Las dos Naturalezas" y la relación eterna entre el Hijo y el Padre no guardan relación con la experiencia y, por lo tanto, quedan fuera del alcance de la teología.
Una vez más, en la doctrina de los pecados y la redención, la idea que rige es que Dios tiene un propósito paterno para su familia. El pecado es la contradicción de ese propósito, y la culpa es la alienación de la familia. La redención, la justificación, la regeneración, la adopción, el perdón y la reconciliación significan lo mismo que el restablecimiento de las relaciones familiares rotas. Todo depende de la mediación de Cristo, que mantuvo la relación filial incluso hasta su muerte y la comunica a la hermandad de creyentes. Todo está definido por la idea de la familia. Toda la estructura de ideas "forenses" (derecho, castigo, satisfacción, etc.) se rechaza sumariamente como extraña al objetivo de amor de Dios. Ritschl es tan devoto a la opinión de la comunidad religiosa que no tiene nada definitivo que decir sobre muchas cuestiones importantes como la relación entre Dios y los no Cristianos. En su escuela, en la que Wilhelm Herrmann, Julius Kaftan y Adolf Harnack son las figuras más relevantes, se diferencian de su enseñanza en muchas direcciones. Por ejemplo, Kaftan aprecia el lado místico de la religión y las críticas de Harnack son muy distintas de los exégesis de Ritschl. Están de acuerdo en el valor del conocimiento de la fe en contraposición con la "metafísica".